# Talbrücke Rotes Tal
Die Talbrücke Rotes Tal ist eine 406 m lange Brücke der Autobahn  71. Sie ist damit die längste Plattenbalkenbrücke dieses Verkehrsweges. 
Das Bauwerk liegt bei Kilometer 142 zwischen dem Autobahndreieck Suhl und dem Autobahnanschluss Meiningen-Nord und überquert eine flache Talmulde. Dabei wird in einer Höhe von maximal 19 m mit zwölf Brückenfeldern die Gemeindeverbindungsstraße von Rohr nach Kühndorf überspannt. Die Brücke hat im Grundriss einen Kreisradius von 1500 m, der in eine Klothoide mit A=1000 übergeht. Das Längsgefälle beträgt konstant 0,8 % Richtung Norden. Gebaut wurde die Überführung mit zwei getrennten Überbauten zwischen den Jahren 2000 und 2002 bei Kosten von ungefähr 8 Millionen Euro. Bezogen auf die Brückenfläche gehört das Bauwerk mit 750 Euro/m² zu den preiswertesten Brücken. Die nachfolgende Talbrücke Schwarza war z. B. 50 % teurer. 

## Gründung und Unterbauten
Die Widerlager und Pfeiler sind auf Großbohrpfählen mit einem Durchmesser von 1,3 m gegründet. Dabei wurden in den Stützenachsen sechs Pfähle unter der Pfahlkopfplatten angeordnet, in den drei mittleren Achsen unter den Festpfeilern sind acht Pfähle pro Pfeilerpaar vorhanden. Die viereckigen Pfeiler mit Höhen zwischen 10 m und 19 m haben einen trapezförmigen Vollquerschnitt. Zur Aufnahme der Lager sind die Pfeilerköpfe durch Querriegel miteinander verbunden.

## Überbauten
Die beiden nebeneinanderliegenden Überbauten der Spannbetonbrücke sind Durchlaufträger mit einem Plattenbalkenquerschnitt und konstanter Konstruktionshöhen von 1,8 m. Die Vorspannung besteht aus internen Spanngliedern. Der Überbau hat in den Lagerachsen keine Querträger. Der Bewegungsruhepunkt in Längsrichtung ist in Brückenmitte, wo der Überbau auf drei Pfeilern unverschieblich gelagert ist.
 Die Stützweiten betragen für die 12-feldrige Brücke 28,0 m + 10 × 35,0 m + 28,0 m.

## Ausführung

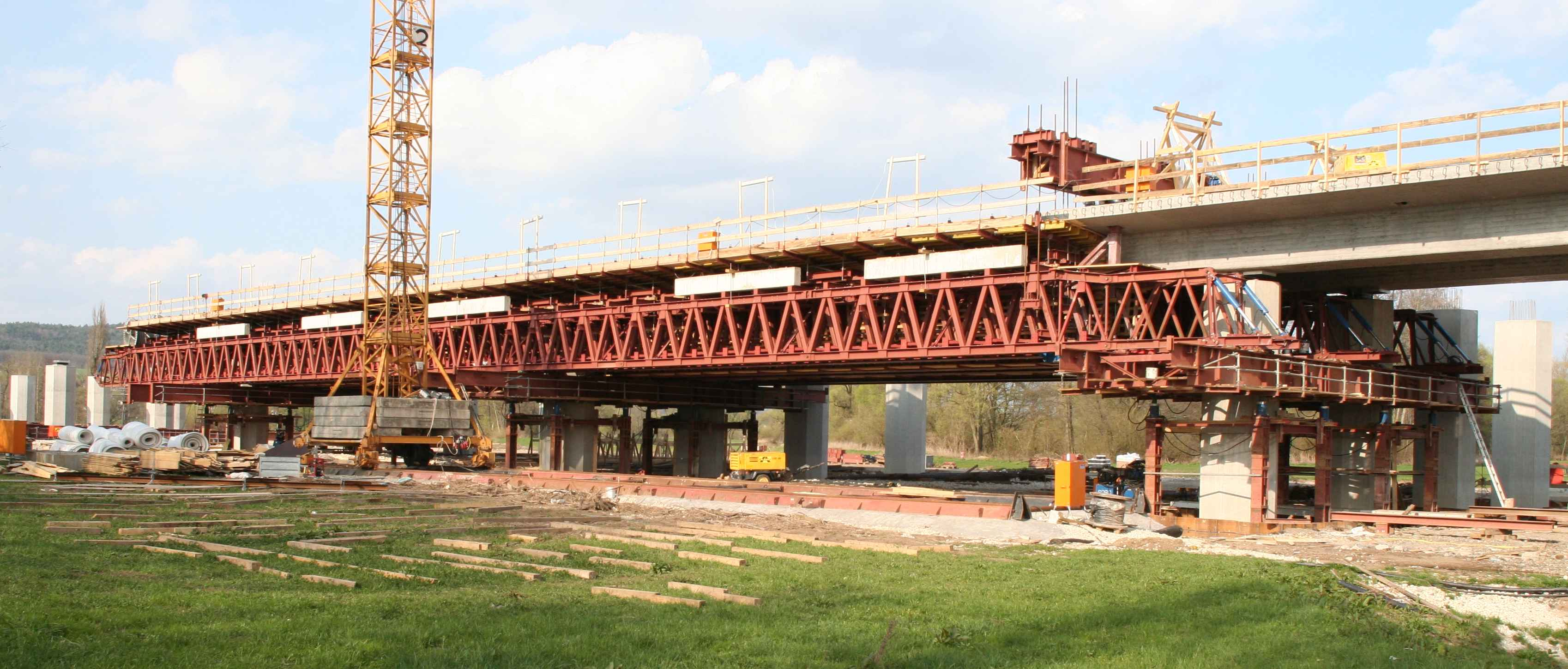
Vorschubrüstung einer Plattenbalkenbrücke

Die Brücke wurde mit einer Vorschubrüstung hergestellt, welche sich auf Querjoche abstützte, die über Steckträger in Pfeileraussparungen verankert waren.